# Naga Hills
Le Naga Hills sono un massiccio montuoso situato nella parte sud-orientale dell'Himalaya, che costituisce il confine naturale tra la parte nord-occidentale del Myanmar e quella orientale dell'India. Solamente una loro piccola parte ricade entro i confini del Myanmar. 
La vetta più alta è il monte Saramati, che raggiunge un'altitudine di 3827 m. 
La regione è popolata dai Naga.